# Quần đảo Đông Sa
Quần đảo Đông Sa (giản thể: 东沙群岛; phồn thể: 東沙群島 theo cách gọi của Đài Loan và Cộng hòa Nhân dân Trung Hoa hay quần đảo Pratas, quần đảo Dong-Sha theo cách gọi của tiếng Anh) là một nhóm đảo nằm ở vị trí 20°43′B 116°42′Đ / 20,717°B 116,7°Đ ở đông bắc Biển Đông, cách Hồng Kông 340 km, cách Đài Bắc 850 km. Hiện quần đảo này do Trung Hoa Dân Quốc (Đài Loan) quản lý, đặt trong thành phố Cao Hùng. Vì Cộng hòa Nhân dân Trung Hoa tuyên bố chủ quyền đối với toàn bộ lãnh thổ và hải vực do Đài Loan quản lý nên họ cũng tuyên bố chủ quyền đối với quần đảo Đông Sa và đặt nó vào tỉnh Quảng Đông.

## Địa lý
Quần đảo Đông Sa nằm ở bắc bộ Biển Đông, cách Đài Bắc 850 km về hướng tây nam, cách cảng Cao Hùng 444 km, cách Hồng Kông 340 km về hướng đông nam, cách đảo Ba Bình ở quần đảo Trường Sa 1.185 km. Gọi là quần đảo nhưng thực ra là gồm ba ám tiêu san hô vòng gồm ám tiêu vòng Đông Sa, ám tiêu vòng Bắc Vệ (còn gọi là bãi Bắc Vệ) và ám tiêu vòng Nam Vệ (còn gọi là bãi Nam Vệ). Trên ám tiêu vòng Đông Sa có một đảo san hô lớn nhất tên là đảo Đông Sa. Đảo có một sân bay với đường băng dài 1.500 mét. Các bãi ngầm Bắc Vệ và Nam Vệ hoàn toàn chìm ngập dưới nước, không có đảo nổi lên. Diện tích vùng biển quần đảo Đông Sa khoảng 5.000 km².
Quần đảo là một công trình thiên nhiên do san hô tạo rạn mà thành, đặc điểm địa hình tự nhiên đầy đủ đảo, ám tiêu, đầm nước, bãi cát, bãi cạn và thủy đạo. Lúc thủy triều xuống, đại bộ phận phần ám tiêu vòng Đông Sa nổi khỏi mặt biển, ước khi đó dài đến 46 km, rộng 2 km. Đầm nước bên trong ám tiêu vòng chỉ sâu 16 m, có nhiều mỏm san hô, bãi cát và bãi cạn san hô. Bên ngoài ám tiêu vòng, nước sâu 25 m với những sườn dốc gần như đâm thẳng đứng xuống đại dương. Ở tây bắc và tây nam ám tiêu vòng Đông Sa có chỗ khuyết tự nhiên. Đảo Đông Sa nằm giữa chỗ khuyết đó và chia nó thành hai thủy đạo nam-bắc. Đây cũng là các thủy đạo chính để vào đầm nước bên trong ám tiêu vòng.
Đầm nước nằm trong ám tiêu vòng Đông Sa là vùng nước nông, tuy còn tùy thủy triều lên xuống nhưng bình quân sâu 1 m. Nước trong đầm tĩnh lặng khác hẳn với vùng biển bên ngoài ám tiêu, những năm gần đây nước càng ngày cạn vì hiện tượng lắng đọng. Trầm tích trong đầm chủ yếu là bùn và vụn hữu cơ, ngoài ra còn có cát và sỏi. Độ sâu ám tiêu vòng Đông Sa biến thiên từ 0,6 đến 17 m.
Đông Sa chịu ảnh hưởng khí hậu nhiệt đới gió mùa. Thời gian từ tháng 4 đến tháng 11 thường có bão, nhiều nhất là vào các tháng 8 và 9. Mưa nhiều vào mùa hạ và mùa thu; mùa đông ít mưa.
| Tháng                    | 1    | 2    | 3    | 4    | 5     | 6     | 7     | 8     | 9     | 10    | 11   | 12   | Trung bình |
| ------------------------ | ---- | ---- | ---- | ---- | ----- | ----- | ----- | ----- | ----- | ----- | ---- | ---- | ---------- |
| Nhiệt độ không khí（°C） | 21,7 | 22,0 | 23,9 | 26,2 | 27,9  | 29,1  | 29,6  | 29,3  | 28,4  | 26,9  | 24,9 | 22,3 | 26,0       |
| Lượng mưa（mm）          | 23,9 | 25,0 | 17,5 | 56,1 | 141,2 | 166,9 | 193,7 | 211,4 | 244,2 | 146,1 | 44,0 | 76,3 | 1346       |

Nhiệt độ nước biển bề mặt vào khoảng 21 đến 30 °C; mùa xuân là 26 °C, mùa hạ là 30 °C, mùa thu là 28 °C và mùa đông là 24 °C. Nhiệt độ không khí bình quân ăm là 25,3 °C. Nhiệt độ trung bình thấp nhất là vào tháng 12, đạt 22,2 °C. Nhiệt độ cao nhất vào tháng 6, trung bình là 29,5 °C. Độ mặn nước biển nhìn chung ít biến đổi trong năm, đạt khoảng 33,4 đến 34,6 phần nghìn. Mùa bão độ mặn nước biển có giảm đi đôi chút, đến mùa đông lại tăng cao hơn một ít.
　 

### Bảng tên gọi
| Tên gọi          | Tên gọi                                            | Tên gọi                           | Tên tiếng Anh      | Tọa độ                                          |
| ---------------- | -------------------------------------------------- | --------------------------------- | ------------------ | ----------------------------------------------- |
| Quần đảo Đông Sa | Ám tiêu vòng Đông Sa (東沙環礁; Đông Sa hoàn tiêu) | Đảo Đông Sa (東沙島; Đông Sa đảo) | Pratas Island      | 20°43′B 116°42′Đ / 20,717°B 116,7°Đ             |
| Quần đảo Đông Sa | Ám tiêu vòng Đông Sa (東沙環礁; Đông Sa hoàn tiêu) | Đá Đông Sa (東沙礁; Đông Sa tiêu) | —                  | 20°40′14″B 116°54′31″Đ / 20,67056°B 116,90861°Đ |
| Quần đảo Đông Sa | Bãi ngầm                                           | Bãi Bắc Vệ (北衛灘; Bắc Vệ than)  | North Vereker Bank | 21°04′B 115°58′Đ / 21,067°B 115,967°Đ           |
| Quần đảo Đông Sa | Bãi ngầm                                           | Bãi Nam Vệ (南衛灘; Nam Vệ than)  | South Vereker Bank | 20°58′B 115°55′Đ / 20,967°B 115,917°Đ           |

### Sơ lược đặc điểm
Đảo Đông Sa
Đảo san hô hình móng ngựa, tục danh là đảo Nguyệt Nha, dài 2.800 mét, rộng 865 mét, diện tích nổi là 1,74 km² còn diện tích ngập nước là 0,64 km². Trên đảo có một đường băng và có quân đội đồn trú.
Đá Đông Sa
Đá Đông Sa là một ám tiêu san hô hình vòng cung giống hình chữ C tạo nên hình dáng quần đảo Đông Sa. Đá dài 16 km, rộng 2 km, bao quanh một đầm nước có đường kính 20–25 km. Đầm nhìn chung sâu không quá 20 m, diện tích khoảng 300 km². Phần phía tây của ám tiêu có hai chỗ khuyết ở hai bên đảo lớn Đông Sa, hình thành nên hai thủy đạo ở nam - bắc của đảo. Khi thủy triều xuống phần ám tiêu phía bắc, phía đông và phía tây nổi lên khỏi mặt biển.
Bãi Bắc Vệ
Bãi ngầm Bắc Vệ là bãi ngầm san hô nằm cách đảo lớn Đông Sa 44 hải lý về hướng tây bắc. Bãi hình tròn, sâu tối thiểu 60 m.
Bãi Nam Vệ
Bãi ngầm Nam Vệ là bãi ngầm san hô nằm cách đảo lớn Đông Sa 40 hải lý về hướng tây bắc và cách bãi Bắc Vệ khoảng 4 hải lý về hướng nam, sâu tối thiểu 58 m.
Một vài núi ngầm nằm gần quần đảo:
- Núi ngầm Tiêm Phong (尖峰海山)
- Núi ngầm Mạo Giá (芼架海山)
- Núi ngầm Bắc Ba (北波海山)

## Lịch sử
Đông Sa vốn là đảo không người và hiện nay vẫn không có dân thường định cư. Thế kỷ XVIII, Nhà Thanh kiểm soát và quy thuộc nó vào châu Huệ, tỉnh Quảng Đông. Năm 1909, Nhà Thanh từng thỏa thuận bán đảo Đông Sa cho Nhật Bản với giá 38 vạn yên. Chính phủ Nhật định nhập quần đảo này vào lãnh thổ Đài Loan thuộc Nhật. Tuy nhiên sau đó, thủy sư đề đốc Lý Chuẩn kháng nghị lên triều đình nên Nhà Thanh không bán nữa. Trung Quốc bắt đầu xây dựng một số công trình trên đó. Trong Chiến tranh Thái Bình Dương, Hải quân Đế quốc Nhật Bản chiếm đóng quần đảo này. Sau khi chiến tranh kết thúc, chính quyền Trung Hoa Dân Quốc thu hồi. Hiện nay, đảo Đông Sa do Tuần duyên Đài Loan quản lý sau khi nhận bàn giao cơ sở hạ tầng cảng và đường băng từ quân đội vào năm 2002.